# Ozouer-le-Voulgis
Ozouer-le-Voulgis település Franciaországban, Seine-et-Marne megyében. Lakosainak száma 2002 fő (2022. január 1.). Ozouer-le-Voulgis Solers, Châtres, Chaumes-en-Brie, Courquetaine, Liverdy-en-Brie és Yèbles községekkel határos.

## Népesség
A település népességének változása:
| Lakosok száma | 1837 | 1866 | 1922 | 1904 | 1912 | 1921 | 1951 | 1970 | 2002 |
|               | 2013 | 2015 | 2016 | 2017 | 2018 | 2019 | 2020 | 2021 | 2022 |